# Cataldo Presicci
Cataldo Presicci (Taranto, 18 luglio 1905 – Padova, 17 agosto 1944) è stato un ufficiale e antifascista italiano.

## Biografia

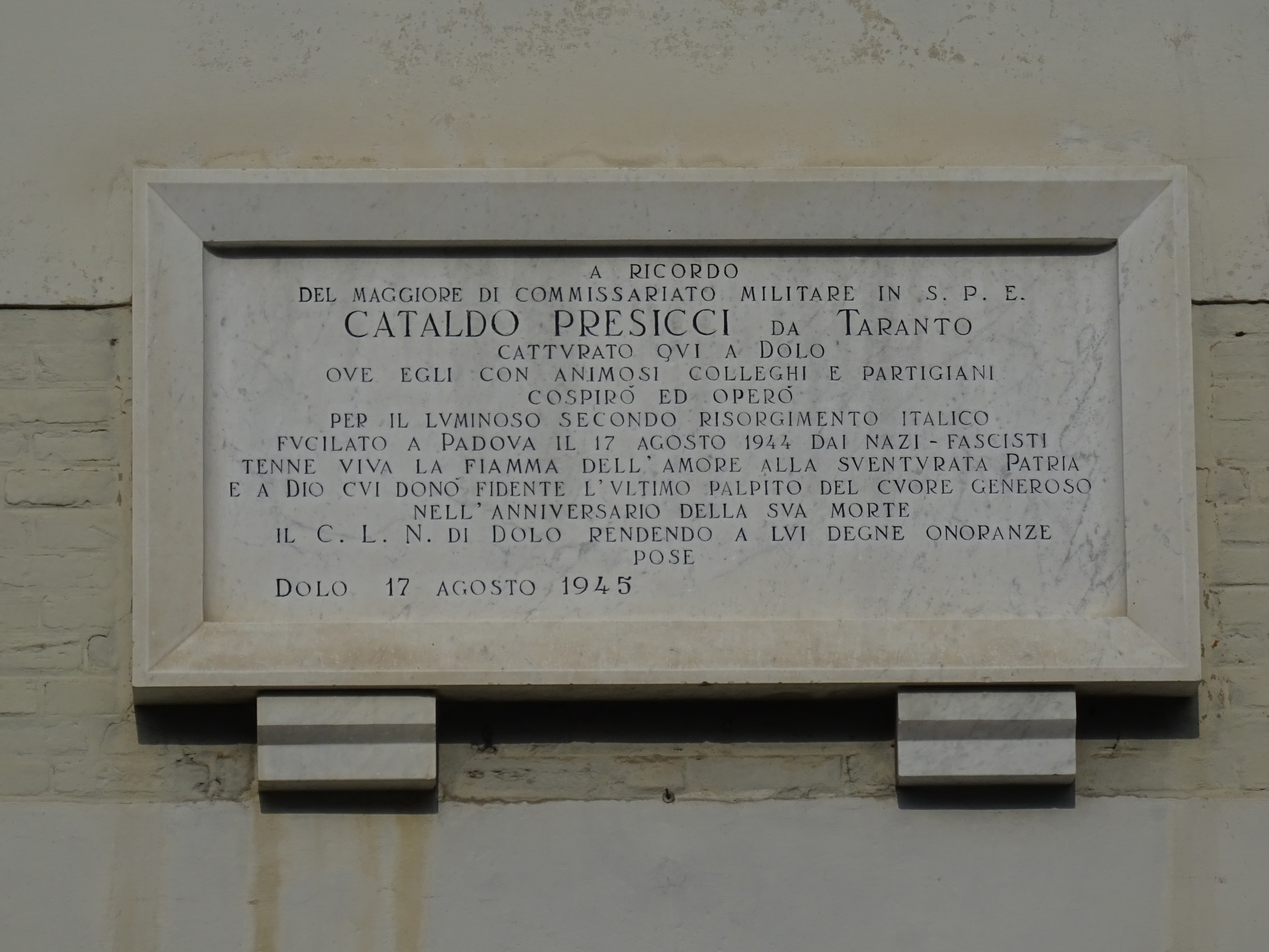
Targa a Cataldo Presicci sulla scuola primaria di Dolo

Nel 1931, Cataldo Presicci completa il corso del corpo di commissariato militare presso la Regia Accademia di fanteria e cavalleria di Bari che aveva il compito di formare gli ufficiali addetti alla gestione delle forniture e gli approvvigionamenti destinati al Regio Esercito e con il grado di sottotenente viene inviato alla sua prima destinazione a Chieti.
Al momento dell'armistizio, nel settembre del 1943, si trovava in forza presso il commissariato militare di Dolo con il grado di maggiore in servizio permanente effettivo e questa funzione venne inglobata nella struttura della nuova proclamata Repubblica Sociale Italiana.
La notte del 26 maggio 1944 alcuni appartenenti alla brigata partigiana Guido Negri di ispirazione cattolica che si erano organizzati clandestinamente presso la parrocchia di Caltana, riuscirono ad entrare nelle caserme dei Paracadutisti e dei Bersaglieri di Dolo prelevando un notevole bottino di armi e attrezzature, senza alcun spargimento di sangue.  L'azione venne definita "Beffa di Dolo".
Cataldo Presicci fu sospettato di essere stato lui stesso a fornire ai partigiani le indicazioni per facilitare il successo dell'operazione e nonostante il suo ruolo militare venne comunque arrestato e tradotto alle carceri di Padova.
Il 14 agosto 1944 il Ten. Col. Bartolomeo Fronteddu, importante esponente della milizia fascista, venne ucciso a Padova in un agguato.
Fu chiaro fin dalle prime indagini che gli esecutori dell'assassinio erano da ricercarsi tra sicari fascisti commissionati, dietro compenso, da un militare dell'esercito tedesco per motivi di rivalità sorti per le frequentazioni di Fronteddu con una donna tedesca.
Nonostante le evidenze investigative confermavano l'estraneità materiale e politica della Resistenza a questo avvenimento, Federigo Menna, prefetto di Padova, colse questa occasione per incolpare comunque la Resistenza dell'agguato e come atto intimidatorio ordinò a titolo di rappresaglia l'esecuzione di 10 ostaggi da prelevare tra i detenuti già presenti nel carcere di Padova.
Sette di questi incluso Cataldo Presicci insieme a Saturno Bandini, Primo Barbiero, Antonio Franzolin, Pasquale Muolo, Luigi Pierobon, Ferruccio Spigolon  furono fucilati il 17 agosto 1944 nel cortile della caserma di via Chiesanuova, mentre i restanti 3 Flavio Busonera, Ettore Calderoni, Clemente Lampioni vennero impiccati nella centralissima via Santa Lucia a Padova, nonostante tutti fossero innocenti.
In memoria di Cataldo Presicci è stata intitolata al suo nome una via nella toponomastica di Dolo, città dove ha vissuto.